# Ritmo de Natal
Ritmo de Natal é um telefilme de comédia brasileiro de 2023, dirigido por Allan Fiterman e roteirizado por Juan Jullian e Leonardo Lanna. Produzido pelos Estúdios Globo, o filme foi lançado no Globoplay em 30 de novembro de 2023 e exibido pela TV Globo em 18 de dezembro de 2023. É estrelado por Clara Moneke e Isacque Lopes como um casal de mundos opostos, ela uma funkeira e ele um musicista clássico, tentando lidar com as diferenças entre suas famílias na noite de Natal. Conta ainda com as atuações de Taís Araújo, Paulo Tiefenthaler e Vilma Melo no elenco principal.

## Sinopse
A comédia romântica segue Mileny (Clara Moneke), uma cantora de funk que se apaixona por Dante (Isacque Lopes), um violinista clássico. Eles enfrentam um desafio ao passar o primeiro Natal juntos, reunindo suas famílias de origens completamente distintas. Mileny é filha de Soraya (Vilma Melo) e MC Barbatana (Paulo Tiefenthaler), um dos casais mais conhecidos da antiga cena do funk carioca. Por outro lado, Dante é filho de Inês (Taís Araujo), uma pianista renomada. Os choques culturais e as diferenças de personalidade entre os membros das famílias provocam conflitos que impactam o relacionamento do casal.

## Elenco
- Clara Moneke como Mileny
- Isacque Lopes como Dante Augusto
- Taís Araújo como Inês
- Vilma Melo como Soraya Suyane (Mulher Damasco)
- Paulo Tiefenthaler como MC Barbatana
- Teca Pereira como Vovó Gorete
- Guthierry Sotero como Maikon
- Nina Tomsic como Patrícia
- Carol Marra como Val
- Dig Verardi como Iago
- Valentina Bandeira como Lia
- Marcelo Adnet como Baltasar (Rei Mago 1)
- Renata Gaspar com Gaspar (Rei Mago 2)
- Welder Rodrigues como Melchior (Rei Mago 3)
- Pocah como ela mesma

## Produção

### Concepção e desenvolvimento
O filme marca a primeira produção original criada pelo Núcleo de Filmes dos Estúdios Globo em parceria com o Globoplay e a TV Globo. Ritmo de Natal, de acordo com Juan Jullian, é um filme que aborda a celebração das diferenças e destaca como o preconceito pode impedir que as pessoas sejam autênticas, afastando-as do que realmente importa na vida: os afetos. Jullian, estreante como roteirista de longas após diversos trabalhos no audiovisual, compartilha que a mensagem central do filme é que, apesar das diversas formas de enxergar o mundo e dos conflitos que essas diferenças podem gerar, o amor sempre prevalece. A trama utiliza a convivência de pessoas de mundos distintos em uma mesma casa como metáfora para ressaltar que o Natal é um período para enxergar o que nos une, superando as diferenças.
Clara Moneke foi a primeira escolha dos roteiristas para interpretar a protagonista Mileny. Em entrevista, a atriz contou que a preparação para o papel envolveu aulas de canto e dança, gravando uma música inédita em estúdio. As gravações do filme ocorreram ao longo de três semanas.

## Lançamento
Ritmo de Natal foi divulgado em outubro de 2023 pelo Globoplay, com estreia prevista para novembro. O filme foi disponibilizado pelo serviço de streaming Globoplay em 30 de novembro de 2023. Posteriormente, em 18 de dezembro, foi exibido com exclusividade pela TV Globo em horário nobre, logo após a então novela das nove Terra e Paixão.

## Recepção

### Resposta da crítica

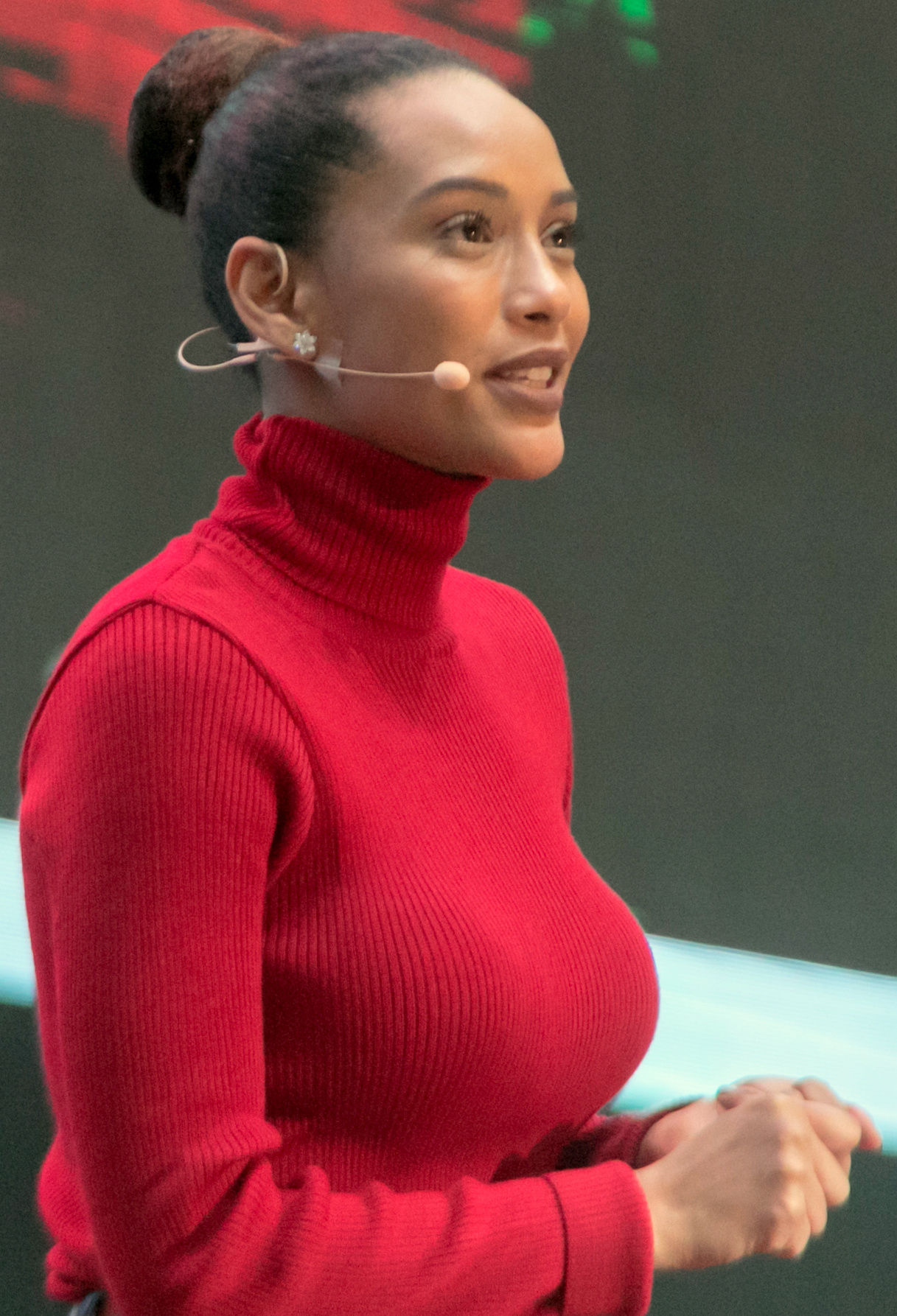
A performance cômica de Taís Araújo foi elogiada pela crítica.

Ritmo de Natal foi recebido com avaliações que iam de mistas a positivas por parte da crítica cinematográfica. A construção do relacionamento entre os protagonistas Mileny e Dante foi considerada rápida e superficial demais para conectar o telespectador. No entanto, o filme ganhou elogios por trazer uma fórmula essencialmente brasileira para a trama natalina, deixando de lado aspectos do cinema norte-americano comumente utilizado na cinematografia nacional. Escrevendo para o webiste Canal Tech, Diandra Guedes pontuou: "[...] o que dói é ver que um filme que tem um elenco tão bom e um argumento promissor morreu na praia por causa de um desenvolvimento mal feito e ritmo acelerado. Se tivesse dedicado mais tempo a aprofundar cada arco dos personagens, o longa seria, sem dúvidas, um dos melhores filmes natalinos do ano".
Já Janda Montenegro, do CinePOP, classificou a produção como o melhor filme brasileiro de Natal do ano de 2023. Montenegro escreveu: "Com uma performance hilária, posto que super centrada, de Taís Araújo, o espírito natalino fica todo sob a responsabilidade desta que é uma das maiores atrizes do país. Taís confere comicidade nesta personagem que tem um quê de todas as mães. Destaque de novela, Clara Moneke brilha no protagonismo desse Ritmo de Natal, à vontade e segura no papel principal de um longa-metragem. Com um texto que se passa em poucas locações e quase sempre em locais fechados, o diretor Allan Fiterman faz de seus cenários válvula impulsionadora da história, oferecendo até mesmo certa ousadia em focar sua câmera em posições alternativas em dois diálogos-chave do enredo – escolhas bem interessantes, que dão outra dimensão à carga dramática das cenas em questão".
Do Jornal da Barra, Lucas Costa escreveu que o filme transcende os clichês comuns das comédias românticas natalinas. Costa pontuou que o roteiro explora de maneira focalizada a complexidade da sociedade brasileira. Ao invés de abordar o típico conflito entre classes sociais, a trama concentra-se no contraste entre a formação de uma família negra que adota a cultura ocidental como forma de resistência e outra que mantém suas raízes culturais africanas. Ele definiu a cena final entre as personagens Clara e Taís representa o ápice emocional do filme. Ao explorar as experiências únicas de duas mulheres negras, essa cena é uma verdadeira obra-prima, sendo bem escrita, executada e dirigida. A intensidade emocional transmitida é tão impactante que merece todos os elogios possíveis.